# Ludwig Quidde

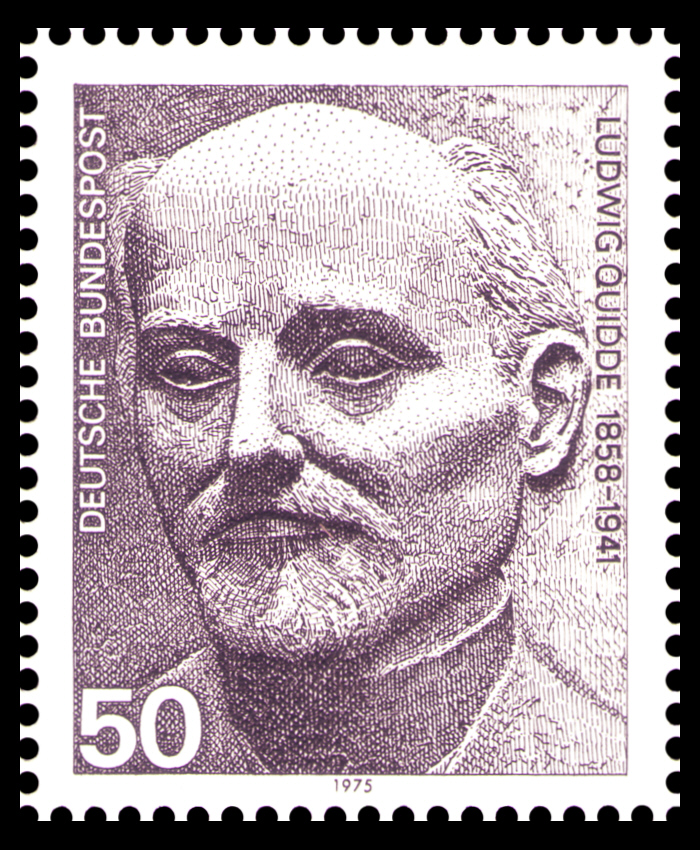
Ludwig Quidde na poštovní známce německé pošty

Ludwig Quidde (23. březen 1858 – 4. březen 1941) byl německý historik a pacifista, známý svou kritikou německého císaře Viléma II. (1888 – 1918). V roce 1927 byl oceněn Nobelovou cenou míru.
Pocházel z bohaté měšťanské rodiny. Vyrůstal v Brémách. Historii, které se také věnoval jako vědec (zabýval se především německým středověkem), vystudoval na univerzitě v Göttingenu, kde také roku 1881 získal doktorát. V průběhu svého života byl několikrát ve vězení. Rovněž se aktivně angažoval v politice.
V roce 1894 Quidde publikoval sedmnáctistránkovou brožurku Caligula: studium císařského šílenství. Quidde ukazoval paralelu mezi římským císařem Caligulou a Vilémem II.
Po konci první světové války Quidde patřil k těm, kteří vehementně odporovali Versailleské smlouvě. Když se pak Hitler dostal k moci v roce 1933, Quidde emigroval do Švýcarska, kde v Ženevě prožil zbytek života.
Zemřel ve švýcarském exilu v roce 1941, ve věku 83 let.